# Soli
«Soli» (укр. «Наодинці») — студійний альбом італійського співака та кіноактора Адріано Челентано, що вийшов на лейблі «Clan Celentano» 23 квітня 1979 року на LP-платівках у 33 оберти, з маркуванням CLN 20150.

## Про альбом
1979 року розпочалась успішна співпраця Челентано з композитором Тото Кутуньйо, результатом якої став випуск двох альбомів: «Soli» і «Un po' artista un po' no» 1980 року. У цьому альбомі Кутуньйо написав три пісні, які згодом включив і до свого репертуару: «Soli», «Amore no» і «Non è».
«Справжня праця була з Адріано Челентано. Я написав для нього з десяток пісень. Мені подобається лють, неймовірна енергетика Адріано, ми ж обидва італійці — він із Мілана, я — тосканський. Ми сім'ями дружимо, я навіть дочці Челентано — Розіті пісню присвятив. Утім, із Челентано просто, тому що ми думаємо однією мовою, виросли на однакових фільмах, знаємо, що таке бідне дитинство, сміємося над одними і тими ж жартами. І нам завжди подобалися однакові жінки.
З Адріано я познайомився завдяки Віто Паллавічіні, це дуже відомий італійський композитор, який працював з Челентано. Челентано колись був моїм постійним партнером з тенісу, ще ми часто грали в футбол. Це було щось на зразок великої творчої тусовки — вибратися пограти, обкласти один одного лайливим словом, випустити пару, всі емоції, потім помиритися, хоча насправді ми не сварилися, адже це лише гра, просто футбол — найпростіший спосіб випустити пар. Ми здружилися за перші 30 секунд в першу ж зустріч. Я зрозумів, що це — наша людина, свій хлопець, з яким буде неймовірно цікава історія співпраці. Так і вийшло»— Тото Кутуньйо про співпрацю з Челентано під час запису альбомів «Soli» і «Un po' artista un po' no».
Також у створенні альбому взяли такі відомі італійські піснярі, як Крістіано Мінеллоно і Віто Паллавічіні, аранжування записав шотландський музикант Тоні Міммс, а продюсуванням займався близький друг співака Мікі Дель Прете. Музика альбому представлена стилями попрок, диско і шансон.
«Soli» стала найуспішнішою піснею альбому, посідала 1 позицію в італійських чартах протягом 1979/80 років, розповідала про буденне життя пари закоханих, які відгородилися від зовнішнього світу.. У Франції випускалася платівка з піснями «Stivali E Colbaco» і «Amore No». Також в Італії випускалася платівка з піснею «People» і композицією Серджа Ріви «Cicamericanbonbonsuiesse». Крім «Soli», жодна пісня з альбому не потрапила до італійського чарту найкращих синглів.
Для пісень альбому характерні легкі мелодії, що добре запам'ятовуються, і прості тексти. Пісню «Pay, pay, pay» Челентано співав разом зі своєю дружиною Клаудією Морі.
Композиція «People» — кавер-версія однойменної пісні, яка виконувалася американською співачкою Барброю Стрейзанд. 1964 року співачка здобула премію «Греммі» у номінації «Найкраще жіноче вокальне виконання» за виконання саме цього твору.
Композиції альбому: «Soli», «Amore no» і «Pay, pay, pay» — стали одними з найпопулярніших у творчості Челентано.
Альбом містив ремейк зі зміненим аранжуванням пісні «Stivali e colbacco» з альбому «Il forestiero» 1970 року. Композиція «Medley» є попурі з окремих фрагментів кожної пісні платівки, надалі Челентано використовував такий прийом в свої альбомах «Esco di rado e parlo ancora meno» (2000) і «Dormi amore, la situazione non è buona» (2007).

## Трек-лист
LP (1979)
Сторона «А»
| #  | Назва                           | Автор                                                   | Тривалість |
| -- | ------------------------------- | ------------------------------------------------------- | ---------- |
| 1. | «Soli» (Наодинці)               | Крістіано Мінеллоно, Тото Кутуньйо                      | 4:05       |
| 2. | «People» (Люди)                 | Боб Меррілл, Джул Стайн                                 | 5:27       |
| 3. | «Pay, pay, pay» (Пай, пай, пай) | Джанні Гварнері, Мішель Вассер, Віто Паллавічіні        | 4:16       |
| 4. | «Io e te» (Я і ти)              | Крістіано Мінеллоно, Джузеппе Ді Стефано, Вен Паттерсон | 5:11       |

Сторона «Б»
| #     | Назва                                          | Автор                                                                 | Тривалість |
| ----- | ---------------------------------------------- | --------------------------------------------------------------------- | ---------- |
| 5.    | «Amore no» (Любові немає)                      | Тото Кутуньйо, Крістіано Мінеллоно                                    | 5:10       |
| 6.    | «Non è» (Неправда)                             | Тото Кутуньйо, Крістіано Мінеллоно                                    | 4:17       |
| 7.    | «Stivali e colbacco» (Чобітки і хутряна шапка) | Ерос Скіоріллі, Фіоренцо Батаччі, Мікі Дель Прете, Микола Бутровський | 4:14       |
| 8.    | «Medley» (попурі)                              | —                                                                     | 3:49       |
| 36:31 |                                                |                                                                       |            |

Бонус-трек (CD видання 1995, 2002 років)
| #  | Назва                    | Автор                       | Тривалість |
| -- | ------------------------ | --------------------------- | ---------- |
| 1. | «Qua La Mano» (Ось рука) | Клаудія Морі, Детто Маріано | 4:01       |

## Творці альбому
- Адріано Челентано і Клаудія Морі — вокал,
- Тоні Міммс — аранжування,
- Мікі Дель Прете — продюсер,
- Вінченціно — фотографування,
- Джанні Ронко — ілюстрування,
- Лучано Талларіні — артдиректор.

## Реліз
Альбом «Soli» мав велику популярність, платівка протрималася в італійських чартах 55 тижнів (цілий рік), де посідала 2 позицію. Крім Італії, альбом випускався в Німеччині, Іспанії, Туреччині, Франції, Греції, Сирії і СРСР.
В СРСР альбом випускався з 1982 року всесоюзною фірмою грамплатівок «Мелодія» почалося виготовлення великими тиражами за ліцензією студії «Clan Celentano» платівки під назвою «Адриано Челентано» (С60-18377) з піснями, як і на альбомі «Soli». Платівка випускалася на різних заводах до 1989 року. Радянська обкладинка абсолютно була не схожа на рідну «Кланівську». На одній з фотографій був кадр з фільму «Приборкання норовистого» (1980). На зворотному боці конверта був текст Андрія Гаврилова — коротка біографія та творчий шлях Адріано Челентано. Випуск цієї платівки вплинув на велику популярність Челентано в СРСР, в якому в той час відбувся справжній зліт італійської естради.
У 1991 році в Німеччині альбом вперше вийшов на CD, це було ремастоване видання під номером 9031-74550-2.
У 1995 році в Італії фірма «Clan Celentano» випустила альбом «Soli» на CD (SP 60932), з таким же набором пісень, що й на платівці, але додатково був доданий бонус-трек «Qua La Mano» з однойменного фільму «Ось рука» 1980 року. Пісню написали Детто Маріано і Клаудія Морі.

### Видання альбому
| Назва                              | Лейбл                                     | Номер                      | Країна    | Рік      |
| ---------------------------------- | ----------------------------------------- | -------------------------- | --------- | -------- |
| Soli (LP)                          | Clan Celentano                            | CLN 20150                  | Італія    | 1979     |
| Soli (LP, ремастоване)             | Clan                                      | 9031 74550-1               | Італія    | 1979     |
| Soli (касета)                      | Clan Celentano                            | 30 CLN 20150               | Італія    | 1979     |
| Soli (касета)                      | Romance Co.                               | S.A 454                    | Сирія     | 1979     |
| Soli (LP)                          | Ariola, Ariola                            | 200 687, 200 687—320       | Німеччина | 1979     |
| Soli (LP)                          | Ariola                                    | 200 687-I                  | Іспанія   | 1979     |
| Soli (LP)                          | Blam                                      | 1058                       | Туреччина | 1979     |
| Soli (LP)                          | Eurodisc                                  | 913 293                    | Франція   | 1979     |
| Soli (LP)                          | Ariola                                    | VER-5025                   | Греція    | 1979     |
| Soli (LP)                          | Мелодия                                   | С60—18377-8                | СРСР      | 1982     |
| Soli (LP)                          | Мелодия                                   | С60—18377-8                | СРСР      | 1982     |
| Soli (LP)                          | Мелодия                                   | С60—18377-8                | СРСР      | 1982     |
| Soli (LP)                          | Мелодия                                   | С60—18377-8                | СРСР      | 1982     |
| Soli (LP)                          | Мелодия                                   | С60—18377-8                | СРСР      | 1982     |
| Soli (LP)                          | Мелодия                                   | С60—18377-8                | СРСР      | 1983     |
| Soli (LP)                          | Мелодия                                   | С60—18377-8                | СРСР      | 1983     |
| Soli (LP, ремастоване)             | Мелодия                                   | С60—18377-8                | СРСР      | 1984     |
| Soli (LP)                          | Мелодия                                   | С60—18377-8                | СРСР      | 1984     |
| Soli (LP, ремастоване)             | Мелодия                                   | С60—18377-8                | СРСР      | 1985     |
| Soli (LP)                          | Мелодия                                   | С60—18377-8                | СРСР      | 1987     |
| Soli (LP)                          | Мелодия                                   | С60—18377-8                | СРСР      | 1987     |
| Soli (LP)                          | Мелодия                                   | С60—18377-8                | СРСР      | 1987     |
| Адриано Челентано (LP)             | Мелодия                                   | C60-18377-8                | СРСР      | 1989     |
| Soli (CD, ремастоване)             | Clan Celentano                            | 9031-74550-2               | Німеччина | 1991     |
| Soli (CD)                          | Clan Celentano, BMG                       | CLCD 314172, 74321 31417 2 | Німеччина | 1995     |
| Soli (CD, ремастоване)             | Clan Celentano                            | SP 60932                   | Італія    | 1995     |
| Soli (CD)                          | Sony Music                                | 497155 0                   | Росія     | 2002     |
| Soli (CD, ремастоване)             | Clan Celentano                            | 4971552                    | Європа    | 2002     |
| Soli (CD, ремастоване)             | Clan Celentano, Arnoldo Mondadori Editore | CLN 2081-CCC               | Італія    | 2011     |
| Soli (CD, ремастоване)             | Clan Celentano                            | 3259130004618              | Європа    | 2012     |
| Soli (CD, ремастоване)             | Universal Music Russia                    | 4605026711310              | Росія     | 2012     |
| Soli (CD, ремастоване)             | Clan Celentano                            | CLN 2023                   | Італія    | 2012     |
| Soli (CD, ремастоване)             | Clan Celentano                            | 9031-74550-2               | Італія    | невідомо |
| Soli (CD, ремастоване)             | Clan Celentano (2)                        | 9031-74550-2               |           | невідомо |
| Soli (CD, ремастоване, неофіційне) | Clan Celentano (2)                        | SP 60932                   | Росія     | невідомо |
| Soli (LP)                          | Мелодия                                   | С60—18377-8                | СРСР      | невідомо |
| Адриано Челентано (LP)             | Мелодия                                   | С60—18377-8                | Росія     | невідомо |

## Сингли
П'ять пісень з альбому випускалися як сингли. 23 квітня 1979 року, разом з альбомом на платівці у 45 обертів вийшла однойменна пісня «Soli», на стороні «Б» якої була композиція «Io e te» (CLN 10174). Обкладинка була точно така, як і в довгограючої платівки, за виключенням іспанського та німецького видань — де були зображені фотографії Челентано. Також ця пісня випускалася як в Італії, так і в Іспанії, Німеччині та Нідерландах разом з піснею «Amore No» на стороні «Б».

### Видання синглів
| Назва                                         | Лейбл          | Номер                | Країна     | Рік  |
| --------------------------------------------- | -------------- | -------------------- | ---------- | ---- |
| Soli/Io E Te (7")                             | Clan Celentano | CLN 10174            | Італія     | 1979 |
| Soli/Amore No (7")                            | Clan Celentano | YD 544               | Італія     | 1979 |
| Soli/Amore No (7")                            | Ariola, Ariola | 100 752, 100 752—100 | Німеччина  | 1979 |
| Soli/Amore No (7")                            | Ariola         | 100.752              | Іспанія    | 1979 |
| Stivali E Colbaco/Amore No (7")               | Eurodisc       | 911221               | Франція    | 1979 |
| People/Cicamericanbonbonsuiesse (7", Jukebox) | Clan Celentano | YD 553               | Італія     | 1979 |
| Soli/Amore No (7", Single)                    | Ariola, Ariola | 100 752, 100 752—100 | Нідерланди | 1979 |